# Bästa manliga skådespelare vid filmfestivalen i Cannes
Bästa manliga skådespelare (franska: Prix d'interprétation masculine) är ett av priserna vid filmfestivalen i Cannes. Det delades ut för första gången 1946.

## Vinnare

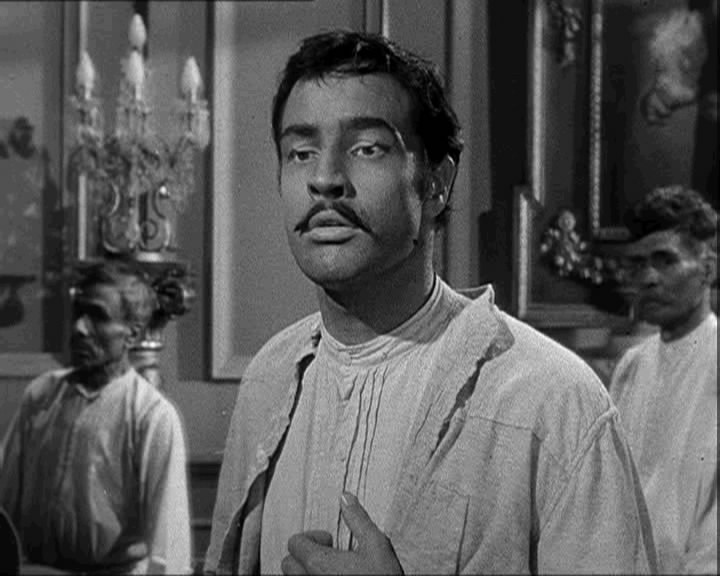
Marlon Brando, vinnare 1952.

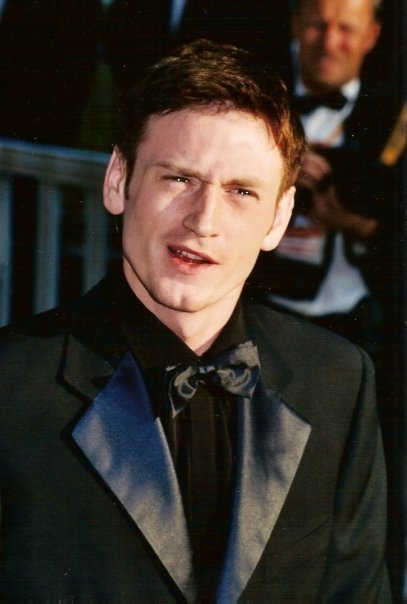
Benoît Magimel, vinnare 2001.

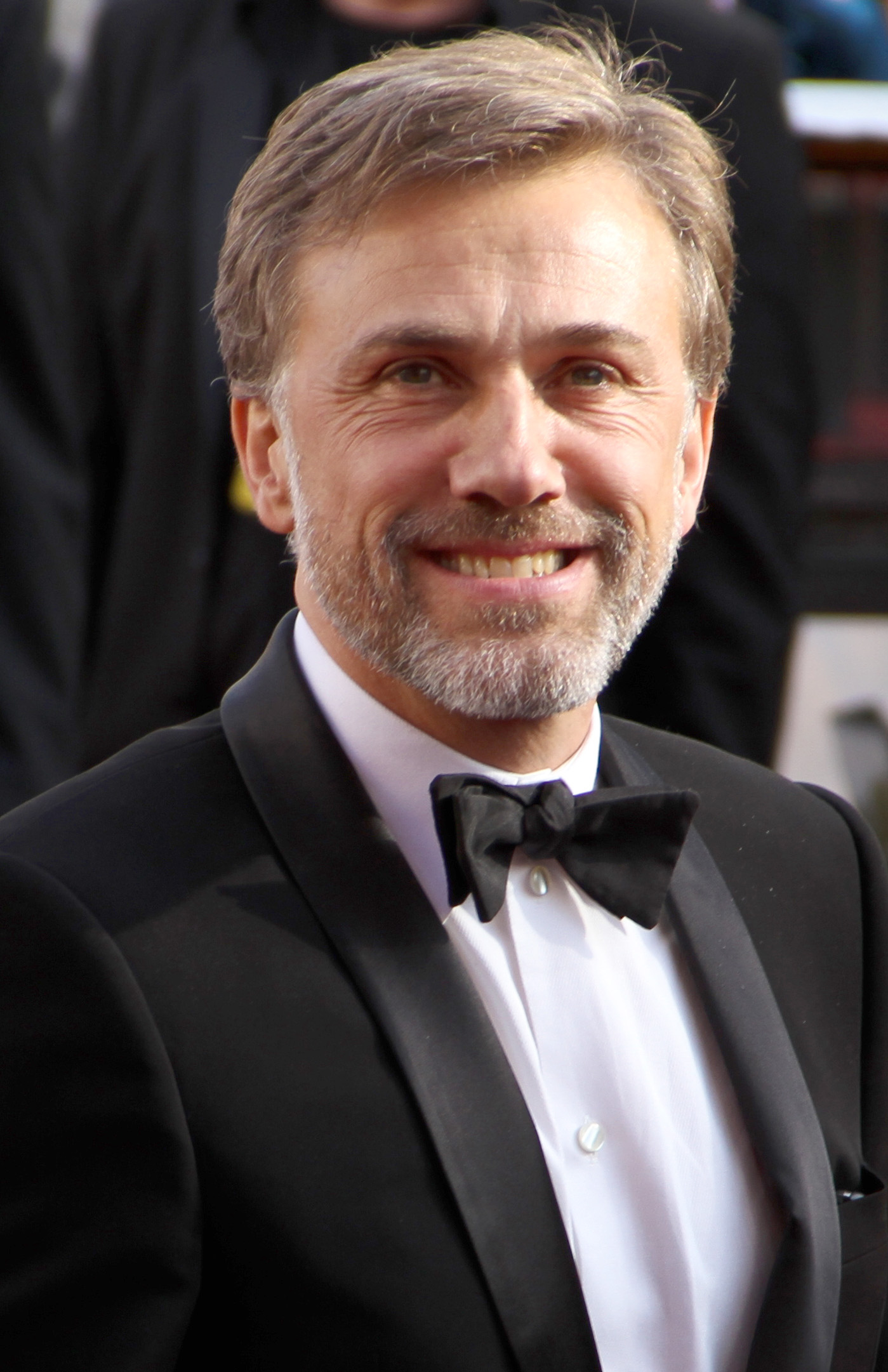
Christoph Waltz, vinnare 2009.

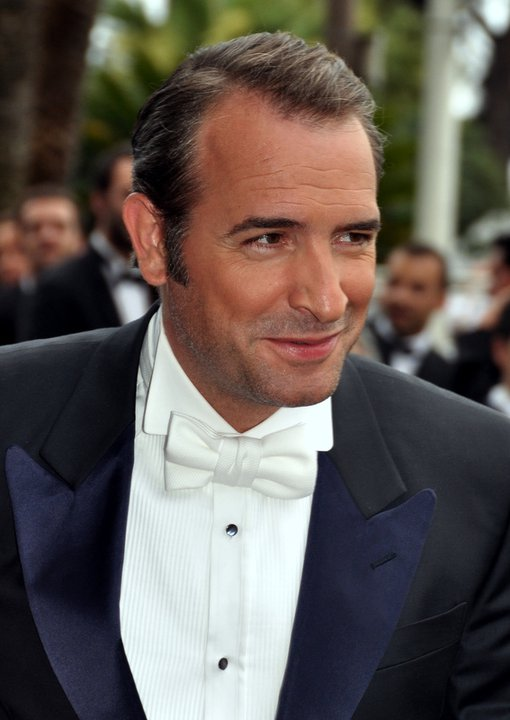
Jean Dujardin, vinnare 2011.

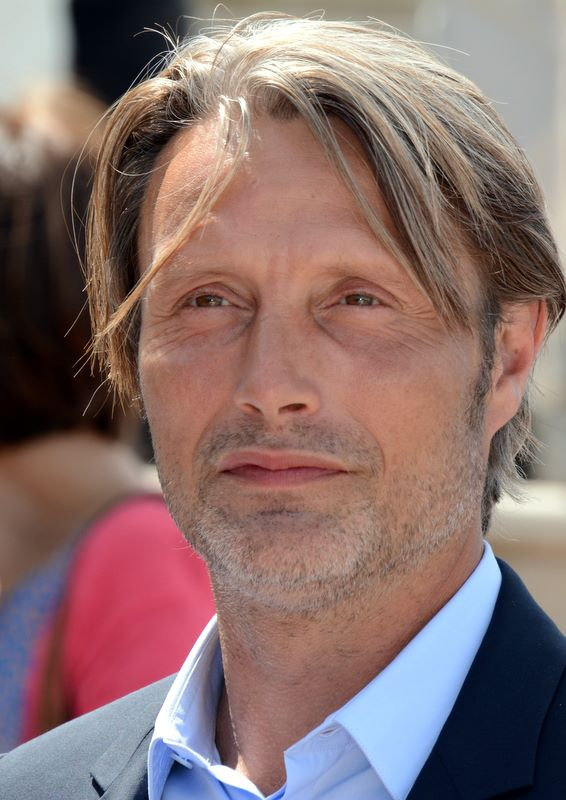
Mads Mikkelsen, vinnare 2012.

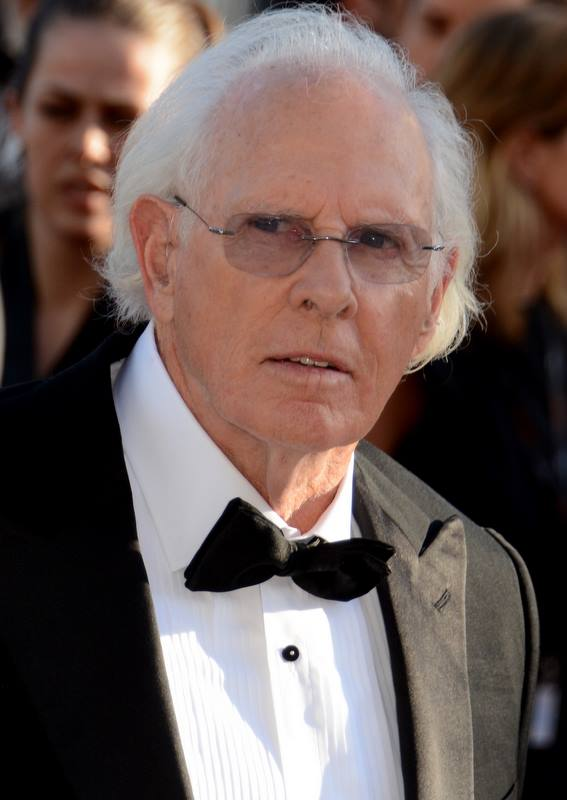
Bruce Dern, vinnare 2013.

Följande har tilldelats priset:
| År   | Skådespelare                                                         | Svensk titel                     | Ursprungstitel                                                                                            |
| ---- | -------------------------------------------------------------------- | -------------------------------- | --- |
| 1946 | Ray Milland                                                          | Förspillda dagar                 | The Lost Weekend                                                                                          |
| 1949 | Edward G. Robinson                                                   | Lidelsernas hus                  | House of Strangers                                                                                        |
| 1951 | Michael Redgrave                                                     | Skuggan av en man                | The Browning Version                                                                                      |
| 1952 | Marlon Brando                                                        | Viva Zapata!                     | Viva Zapata!                                                                                              |
| 1953 | Charles Vanel                                                        | Fruktans lön                     | Le salaire de la peur                                                                                     |
| 1955 | Spencer Tracy                                                        | En man steg av tåget             | Bad Day at Black Rock                                                                                     |
| 1955 | Hela ensemblen                                                       | Den stora familjen               | Bolshaya semya                                                                                            |
| 1957 | John Kitzmiller                                                      | Fredens dal                      | Dolina miru                                                                                               |
| 1958 | Paul Newman                                                          | Lång, het sommar                 | The Long, Hot Summer                                                                                      |
| 1959 | Bradford Dillman Dean Stockwell Orson Welles                         | Brottslig drift                  | Compulsion                                                                                                |
| 1961 | Anthony Perkins                                                      | Tycker ni om Brahms?             | Goodbye Again                                                                                             |
| 1962 | Dean Stockwell Jason Robards Ralph Richardson                        | Lång dags färd mot natt          | Long Day's Journey into Night                                                                             |
| 1962 | Murray Melvin                                                        | En doft av honung                | A Taste of Honey                                                                                          |
| 1963 | Richard Harris                                                       | Idolen                           | This Sporting Life                                                                                        |
| 1964 | Antal Páger                                                          | Pacsirta                         | Pacsirta                                                                                                  |
| 1964 | Saro Urzì                                                            | Förförd på italienska            | Sedotta e abbandonata                                                                                     |
| 1965 | Terence Stamp                                                        | Samlaren                         | The Collector                                                                                             |
| 1966 | Per Oscarsson                                                        | Svält                            | Svält |
| 1967 | Oded Kotler                                                          | Shlosha Yamim Veyeled            | Shlosha Yamim Veyeled                                                                                     |
| 1969 | Jean-Louis Trintignant                                               | Z – han lever                    | Z – han lever                                                                                             |
| 1970 | Marcello Mastroianni                                                 | Kärleksflugan                    | Dramma della gelosia (tutti i particolari in cronaca)                                                     |
| 1971 | Riccardo Cucciolla                                                   | De dödsdömda                     | Sacco e Vanzetti                                                                                          |
| 1972 | Jean Yanne                                                           | Nous ne vieillirons pas ensemble | Nous ne vieillirons pas ensemble                                                                          |
| 1973 | Giancarlo Giannini                                                   | Kärlek och anarki                | Film d'amore e d'anarchia - Ovvero "Stamattina alle 10 in via dei Fiori nella nota casa di tolleranza..." |
| 1974 | Jack Nicholson                                                       | Det hårda straffet               | The Last Detail                                                                                           |
| 1975 | Vittorio Gassman                                                     | Profumo di donna                 | Profumo di donna                                                                                          |
| 1976 | José Luis Gómez                                                      | Pascual Duarte                   | Pascual Duarte                                                                                            |
| 1977 | Fernando Rey                                                         | Elisa, vida mía                  | Elisa, vida mía                                                                                           |
| 1978 | Jon Voight                                                           | Hemkomsten                       | Coming Home                                                                                               |
| 1979 | Jack Lemmon                                                          | Kinasyndromet                    | The China Syndrome                                                                                        |
| 1980 | Michel Piccoli                                                       | Salto nel vuoto                  | Salto nel vuoto                                                                                           |
| 1981 | Ugo Tognazzi                                                         | La tragedia di un uomo ridicolo  | La tragedia di un uomo ridicolo                                                                           |
| 1982 | Jack Lemmon                                                          | Försvunnen                       | Missing                                                                                                   |
| 1983 | Gian Maria Volonté                                                   | Mario Riccis död                 | La mort de Mario Ricci                                                                                    |
| 1984 | Alfredo Landa Francisco Rabal                                        | Den heliga oskulden              | Los santos inocentes                                                                                      |
| 1985 | William Hurt                                                         | Spindelkvinnans kyss             | Kiss of the Spider Woman                                                                                  |
| 1986 | Michel Blanc                                                         | Tjuvar och älskare               | Tenue de soirée                                                                                           |
| 1986 | Bob Hoskins                                                          | Mona Lisa                        | Mona Lisa                                                                                                 |
| 1987 | Marcello Mastroianni                                                 | Svarta ögon                      | Oci ciornie                                                                                               |
| 1988 | Forest Whitaker                                                      | Bird                             | Bird |
| 1989 | James Spader                                                         | Sex, lögner och videoband        | Sex, Lies, and Videotape                                                                                  |
| 1990 | Gérard Depardieu                                                     | Cyrano de Bergerac               | Cyrano de Bergerac                                                                                        |
| 1991 | John Turturro                                                        | Barton Fink                      | Barton Fink                                                                                               |
| 1992 | Tim Robbins                                                          | Spelaren                         | The Player                                                                                                |
| 1993 | David Thewlis                                                        | Naken                            | Naked |
| 1994 | Ge You                                                               | Att leva                         | Huozhe |
| 1995 | Jonathan Pryce                                                       | Carrington                       | Carrington                                                                                                |
| 1996 | Pascal Duquenne Daniel Auteuil                                       | Den åttonde dagen                | Le huitième jour                                                                                          |
| 1997 | Sean Penn                                                            | She's So Lovely                  | She's So Lovely                                                                                           |
| 1998 | Peter Mullan                                                         | Mitt namn är Joe                 | My Name Is Joe                                                                                            |
| 1999 | Emmanuel Schotte                                                     | L'humanité                       | L'humanité                                                                                                |
| 2000 | Tony Leung Chiu Wai                                                  | In the Mood for Love             | Fa yeung nin wa                                                                                           |
| 2001 | Benoît Magimel                                                       | Pianisten                        | La pianiste                                                                                               |
| 2002 | Olivier Gourmet                                                      | Sonen                            | Le fils                                                                                                   |
| 2003 | Muzaffer Ozdemir Emin Toprak                                         | Uzak                             | Uzak |
| 2004 | Yagira Yuuya                                                         | Barnen som inte fanns            | Dare mo shiranai                                                                                          |
| 2005 | Tommy Lee Jones                                                      | The Three Burials                | The Three Burials of Melquiades Estrada                                                                   |
| 2006 | Jamel Debbouze Samy Naceri Roschdy Zem Sami Bouajila Bernard Blancan | Infödd soldat                    | Indigènes                                                                                                 |
| 2007 | Konstantin Lavronenko                                                | Förvisningen                     | Izgnanie                                                                                                  |
| 2008 | Benicio del Toro                                                     | Che - Argentinaren               | Che |
| 2009 | Christoph Waltz                                                      | Inglourious Basterds             | Inglourious Basterds                                                                                      |
| 2010 | Javier Bardem                                                        | Biutiful                         | Biutiful                                                                                                  |
| 2010 | Elio Germano                                                         | La nostra vita                   | La nostra vita                                                                                            |
| 2011 | Jean Dujardin                                                        | The Artist                       | The Artist                                                                                                |
| 2012 | Mads Mikkelsen                                                       | Jakten                           | Jagten |
| 2013 | Bruce Dern                                                           | Nebraska                         | Nebraska                                                                                                  |
| 2014 | Timothy Spall                                                        | Mr. Turner                       | Mr. Turner                                                                                                |
| 2015 | Vincent Lindon                                                       | La Loi du marché                 | La Loi du marché                                                                                          |
| 2016 | Shahab Hosseini                                                      | The Salesman                     | Forušande                                                                                                 |
| 2017 | Joaquin Phoenix                                                      | You were never really here       | You were never really here                                                                                |
| 2018 | Marcello Fonte                                                       | Dogman                           | Dogman |
| 2019 | Antonio Banderas                                                     | Smärta och ära                   | Dolor y gloria                                                                                            |